# پتانسیل الکترود استاندارد
جدول پتانسیل کاهش استاندارد در الکتروشیمی، پتانسیل الکترود استاندارد یا اندازه‌گیری قدرت کاهنده هر عنصر یا ترکیب است. IUPAC "کتاب طلاً آن را چنین تعریف می‌کند: "مقدار emf استاندارد (نیروی حرکتی الکتریکی) سلولی که در آن هیدروژن مولکولی تحت فشار استاندارد به پروتون‌های حل شده در الکترود سمت چپ اکسید می‌شود.

## زمینه
اساس یک سلول الکتروشیمیایی، مانند سلول گالوانیکی، همیشه یک واکنش ردوکس است که می‌تواند به دو نیمه واکنش تجزیه شود: اکسیداسیون در آند (از دست دادن الکترون) و کاهش در کاتد (به دست آوردن الکترون). الکتریسیته به دلیل اختلاف پتانسیل الکتریکی بین پتانسیل‌های جداگانه دو الکترود فلزی نسبت به الکترولیت تولید می‌شود. اگرچه پتانسیل کلی یک سلول قابل اندازه‌گیری است، اما هیچ راه ساده ای برای اندازه‌گیری دقیق پتانسیل‌های الکترود/الکترولیت به صورت مجزا وجود ندارد. پتانسیل الکتریکی نیز با دما، غلظت و فشار متفاوت است. از آنجایی که پتانسیل اکسیداسیون یک‌نیمه واکنش منفی پتانسیل کاهش در یک واکنش ردوکس است، محاسبه هر یک از پتانسیل‌ها کافی است؛ بنابراین، پتانسیل الکترود استاندارد معمولاً به عنوان پتانسیل کاهش استاندارد نوشته می‌شود. در هر رابط الکترود-الکترولیت تمایلی از یون‌های فلزی از محلول وجود دارد که بر روی الکترود فلز رسوب کنند و سعی کنند آن را دارای بار مثبت کنند. در عین حال، اتم‌های فلزی الکترود تمایل دارند که به صورت یون وارد محلول شوند و الکترون‌هایی را در الکترود باقی بگذارند که سعی می‌کنند آن را دارای بار منفی کنند. در حالت تعادل، بارها از هم جدا می‌شوند و بسته به تمایل دو واکنش متضاد، الکترود ممکن است نسبت به محلول دارای بار مثبت یا منفی باشد. اختلاف پتانسیل بین الکترود و الکترولیت ایجاد می‌شود که به آن پتانسیل الکترود می‌گویند. هنگامی که غلظت تمام گونه‌های درگیر در یک نیم سلول واحد باشد، پتانسیل الکترود به عنوان پتانسیل الکترود استاندارد شناخته می‌شود. طبق کنوانسیون IUPAC، پتانسیل کاهش استاندارد امروزه پتانسیل الکترود استاندارد نامیده می‌شود. در سلول گالوانیکی، نیم سلولی که در آن اکسیداسیون صورت می‌گیرد آند نامیده می‌شود و نسبت به محلول دارای پتانسیل منفی است. نیمه سلول دیگری که در آن احیا صورت می‌گیرد کاتد نامیده می‌شود و نسبت به محلول دارای پتانسیل مثبت است؛ بنابراین، بین دو الکترود اختلاف پتانسیل وجود دارد و به محض اینکه سوئیچ در موقعیت روشن قرار گرفت، الکترون‌ها از الکترود منفی به الکترود مثبت جریان می‌یابند. جهت جریان بر خلاف جهت جریان الکترون است.

## محاسبه
پتانسیل الکترود را نمی‌توان به صورت تجربی بدست آورد. پتانسیل سلول گالوانیکی از یک جفت الکترود حاصل می‌شود؛ بنابراین، تنها یک مقدار تجربی در یک جفت الکترود موجود است و نمی‌توان مقدار هر الکترود در جفت را با استفاده از پتانسیل سلول گالوانیکی به‌دست‌آمده تجربی تعیین کرد. یک الکترود مرجع، الکترود هیدروژن استاندارد (SHE)، که پتانسیل آن بر اساس قرارداد تعریف یا توافق شده است، باید ایجاد شود. در این مورد، الکترود هیدروژن استاندارد روی ۰٫۰۰ ولت تنظیم می‌شود و هر الکترودی که هنوز پتانسیل الکترود آن مشخص نیست، می‌تواند با الکترود هیدروژن استاندارد جفت شود - تا یک سلول گالوانیکی تشکیل شود - و پتانسیل سلول گالوانیکی پتانسیل الکترود ناشناخته را می‌دهد. . با استفاده از این فرایند، هر الکترود با پتانسیل ناشناخته را می‌توان با الکترود هیدروژن استاندارد یا الکترود دیگری که پتانسیل آن قبلاً استخراج شده است جفت کرد و آن مقدار ناشناخته را می‌توان تعیین کرد. از آنجایی که پتانسیل‌های الکترود به‌طور معمول به عنوان پتانسیل کاهش تعریف می‌شوند، علامت پتانسیل برای الکترود فلزی که اکسید می‌شود باید هنگام محاسبه پتانسیل کلی سلول معکوس شود. پتانسیل‌های الکترود مستقل از تعداد الکترون‌های انتقال‌یافته هستند - آنها بر حسب ولت بیان می‌شوند که انرژی به ازای هر الکترون منتقل‌شده را اندازه‌گیری می‌کنند - و بنابراین می‌توان دو پتانسیل الکترود را به سادگی با هم ترکیب کرد تا پتانسیل کلی سلول را بدست آورد، حتی اگر تعداد الکترون‌های متفاوتی در آن دخیل باشند. دو واکنش الکترود برای اندازه‌گیری‌های عملی، الکترود مورد نظر به ترمینال مثبت الکترومتر متصل می‌شود، در حالی که الکترود هیدروژن استاندارد به ترمینال منفی متصل می‌شود.

## الکترود برگشت‌پذیر
الکترود برگشت‌پذیر الکترودی است که پتانسیل خود را مدیون تغییرات با ماهیت برگشت‌پذیر است. اولین شرطی که باید برآورده شود این است که سیستم به تعادل شیمیایی نزدیک باشد. مجموعه دوم شرایط این است که سیستم به درخواست‌های بسیار کوچکی که در یک دوره زمانی کافی پخش می‌شوند، ارائه شود تا شرایط تعادل شیمیایی تقریباً همیشه حاکم باشد. در تئوری، دستیابی به شرایط برگشت‌پذیر به صورت تجربی بسیار دشوار است زیرا هرگونه اغتشاش تحمیل شده به یک سیستم نزدیک به تعادل در زمان محدود، آن را از حالت تعادل خارج می‌کند. با این حال، اگر درخواست‌های اعمال شده بر روی سیستم به اندازه کافی کوچک باشد و به آرامی اعمال شود، می‌توان الکترود را برگشت‌پذیر در نظر گرفت. طبیعتاً برگشت‌پذیری الکترود به شرایط آزمایشی و نحوه عملکرد الکترود بستگی دارد. به عنوان مثال، الکترودهای مورد استفاده در آبکاری با پتانسیل بیش از حد بالا عمل می‌کنند تا کاهش یک کاتیون فلزی معین را بر روی سطح فلزی که قرار است محافظت شود، وادار کنند. چنین سیستمی به دور از تعادل است و پیوسته در معرض تغییرات مهم و ثابت در مدت زمان کوتاهی است. الکترودهای مورد استفاده در آبکاری یک سیستم برگشت‌پذیر را نشان نمی‌دهند و در طول استفاده نیز مصرف می‌شوند.

## جدول کاهشی پتانسیل استاندارد
هر چه مقدار پتانسیل کاهش استاندارد بزرگتر باشد، کاهش آن برای عنصر آسان‌تر است (الکترون‌های به دست آوردن). به عبارت دیگر، آنها عوامل اکسید کننده بهتری هستند.
برای مثال F2 پتاسیل کاهشی ۲٫۸۷ + ولت و Li+ پتانسیل کاهشی ۳٫۰۵- ولت دارد.
F 2(g) + 2 e− 2 F− = +2.87 V
Li+ + e− Li(s) = −3.05 V
پتانسیل کاهش استاندارد بسیار مثبت F2 به این معنی است که به راحتی کاهش می‌یابد و بنابراین یک عامل اکسید کننده خوب است. در مقابل، پتانسیل کاهش استاندارد بسیار منفی Li+ نشان می‌دهد که به راحتی کاهش نمی‌یابد. در عوض، لی(ها) ترجیح می‌دهند تحت اکسیداسیون قرار گیرند (از این رو یک عامل کاهنده خوب است).
در یک سلول گالوانیکی، جایی که یک واکنش ردوکس خود به خود سلول را به تولید پتانسیل الکتریکی سوق می‌دهد، انرژی آزاد گیبس مطابق با معادلهٔ زیر باید منفی باشد.
(واحد: ژول = کولن × ولت)
که در آن n تعداد مول‌های الکترون در هر مول محصول و F ثابت فارادی، 96 485 C/mol است؛ بنابراین برای داشتن یک واکنش خود به خود (< ۰) باید مثبت باشد، جایی که:

جایی که پتانسیل استاندارد در کاتد است به نام پتانسیل کاتدی استاندارد یا پتانسیل کاهش استاندارد و پتانسیل استاندارد در آند است (به نام پتانسیل آندی استاندارد یا پتانسیل اکسیداسیون استاندارد) همان‌طور که در جدول پتانسیل الکترود استاندارد ارائه شده است.

## بیشتر خواندن
- زومدال، استیون اس. زومدال، سوزان آ (۲۰۰۰) شیمی (ویرایش پنجم. شرکت هاتون میفلین. شابک ۰−۳۹۵−۹۸۵۸۳−۸شابک ۰-۳۹۵-۹۸۵۸۳-۸
- اتکینز، پیتر، جونز، لورتا (۲۰۰۵) اصول شیمیایی (ویرایش سوم. WH فریمن و شرکت. شابک ۰−۷۱۶۷−۵۷۰۱-Xشابک 0-7167-5701-X
- Zu, Y, Couture, MM, Kolling, DR, Crofts, AR, Eltis, LD, Fee, JA, Hirst, J (2003) Biochemistry, 42, 12400-12408
- شاتل ورث، اس جی (۱۸۲۰) الکتروشیمی (50th ed.)، هارپر کالینز.